# TätowierMagazin
Das TätowierMagazin war eine deutsche Fachzeitschrift für Tattoos, Piercings und Body Modification, sie erschien von 1994 bis 2020 monatlich mit einer Auflage von ca. 40.000 Exemplaren bei der Huber Verlag GmbH & Co. KG aus Mannheim.

## Geschichte

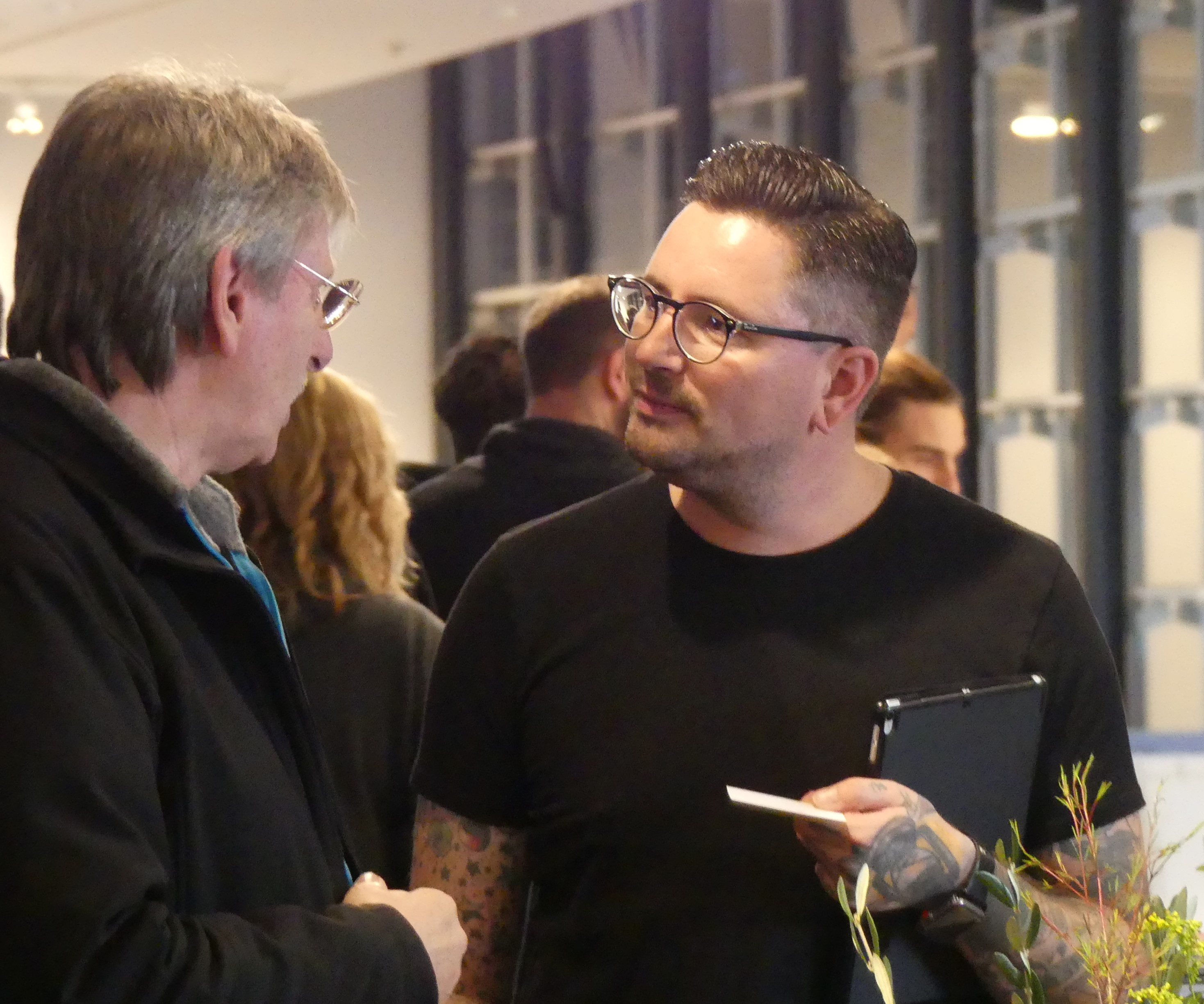
Boris Glatthaar (rechts) und Manfred Kohrs auf der Tattoomenta in Kassel 2018

Das TätowierMagazin wurde seit April 1994 von Günter Brecht herausgegeben. Es berichtete vorwiegend über Tätowierer und Szene-Events in Deutschland, Österreich und der Schweiz sowie über Entwicklungen und Veranstaltungen in anderen europäischen Ländern, den USA und Asien. Heide Heim übernahm bei Gründung die Chefredaktion, ab 1999 war Dirk-Boris Rödel Chefredakteur. Dieser wurde 2017 durch Boris Glatthaar abgelöst. Mark Benecke führte die Kolumne des 2010 verstorbenen Tätowierers Herbert Hoffmann (Tätowierer) durch Interviews mit Tätowierten fort und berichtete zudem bis zur letzten Ausgabe über Tätowierungen aus aller Welt.
Berichte über traditionelle Tätowierpraktiken indigener Völker in Asien, Südamerika oder auch Afrika waren ein weiterer Bestandteil im TätowierMagazin. Seit 2004 wurde jährlich in einer Leserwahl der Nachwuchs-Tätowierer des Jahres gekürt. In jeder Ausgabe des TätowierMagazins wurde darüber hinaus die Bedeutungen und Hintergründe verschiedener Tattoo-Motive erklärt und Sportler und Musiker mit Tätowierungen vorgestellt. Das TätowierMagazin zeigte sich auch durchaus Hip-Hop-affin. Im Jahr 2008 wurde über Azad, 2010 Sido, 2011 Casper und 2017 Kontra K berichtet. Einige dieser deutschen Rapper waren mit ihren Tätowierungen auf dem Titelblatt der Zeitschrift zu sehen.
Nachdem der Huber Verlag am 4. Februar Insolvenz angemeldet hatte, wurde am 29. Juni 2020 in einer Mitteilung der Zeitschrift über Facebook bekannt gegeben, dass der Huber-Verlag geschlossen wird und das TätowierMagazin eingestellt wird.

## Aktivitäten
Das TätowierMagazin engagierte sich auch auf Tattoo Conventions wie z. B. auf der jährlich in Kassel stattfindenden Tattoomenta. Dort wurde der TM Nachwuchs Contest durchgeführt. Aus den von Lesern eingesandten Bewerbungen suchte die TM-Redaktion die zehn Halb-Finalisten aus, die sich dann zur Wahl stellten. Drei Gewählte traten dann auf der Tattoomenta in Kassel gegeneinander an.
Das TätowierMagazin veröffentlichte außerdem die Magazine TätowierMotive – Das Magazin für Top-Motive sowie Tattoo Erotica.
Seit 2018 bot das TätowierMagazin auch Informationen als Podcast, dem Tattoocast an. Chefredakteur Boris Glatthaar und Redakteurin Jula Reichard sprachen über fachliche Fragen rund um das Thema Tattoo, es gab Neuigkeiten aus den Studios und Experten-Interviews zu wichtigen Tattoothemen.
In der Ausgabe 07/20 (#293) vom 19. Juni 2020 berichtete das TätowierMagazin erstmals umfangreich zum Thema „Piercing Wissen“: Piercing in Deutschland früher und heute: Vorreiter und Szenegrößen wie Studio Trust, Schmuckproduzent Wildcat und Piercer Horst Streckenbach, ein Interview mit Manfred Kohrs.

## Rezeption
„Das 1994 gegründete ‚TätowierMagazin‘ war nicht nur Bilder-Berg, sondern eine vollwertige, nicht nur blätter-, sondern oft auch lesenswerte Zeitschrift mit einer Auflage von gut 45.000 Exemplaren pro Monat.“